# Саджава (річка)
Саджа́ва — річка в Україні, в межах Калуського району (у Болехівській міськіій громаді) Івано-Франківської області, права притока Свічі (басейн Дністра).

## Опис
Довжина 19 км, площа басейну 32,8 км². Похил річки 9,4 м/км. Річка у верхів'ях гірського типу, в середній течії та в пониззі — рівнинного типу. Долина переважно широка і неглибока, у верхів'ї вузька і заліснена. Річище слабозвивисте (у пониззі більш звивисте), є перекати, дно в багатьох місцях з галькою.

## Розташування
Саджава бере початок на південь від села Мала Тур'я, при північних схилах північно-західної частини масиву Ґорґани (Українські Карпати). Тече спершу на північний захід, далі — переважно на північ. Впадає до Свічі на північ від села Підбережжя.

## Екологічний стан
Станом на вересень 2022 року була найзабрудненішою річкою області, в якій було виявлено перевищення вмісту ртуті у 26 разів. Це лідерство збереглося і в 2025 році.